# Jochen Stemplewski

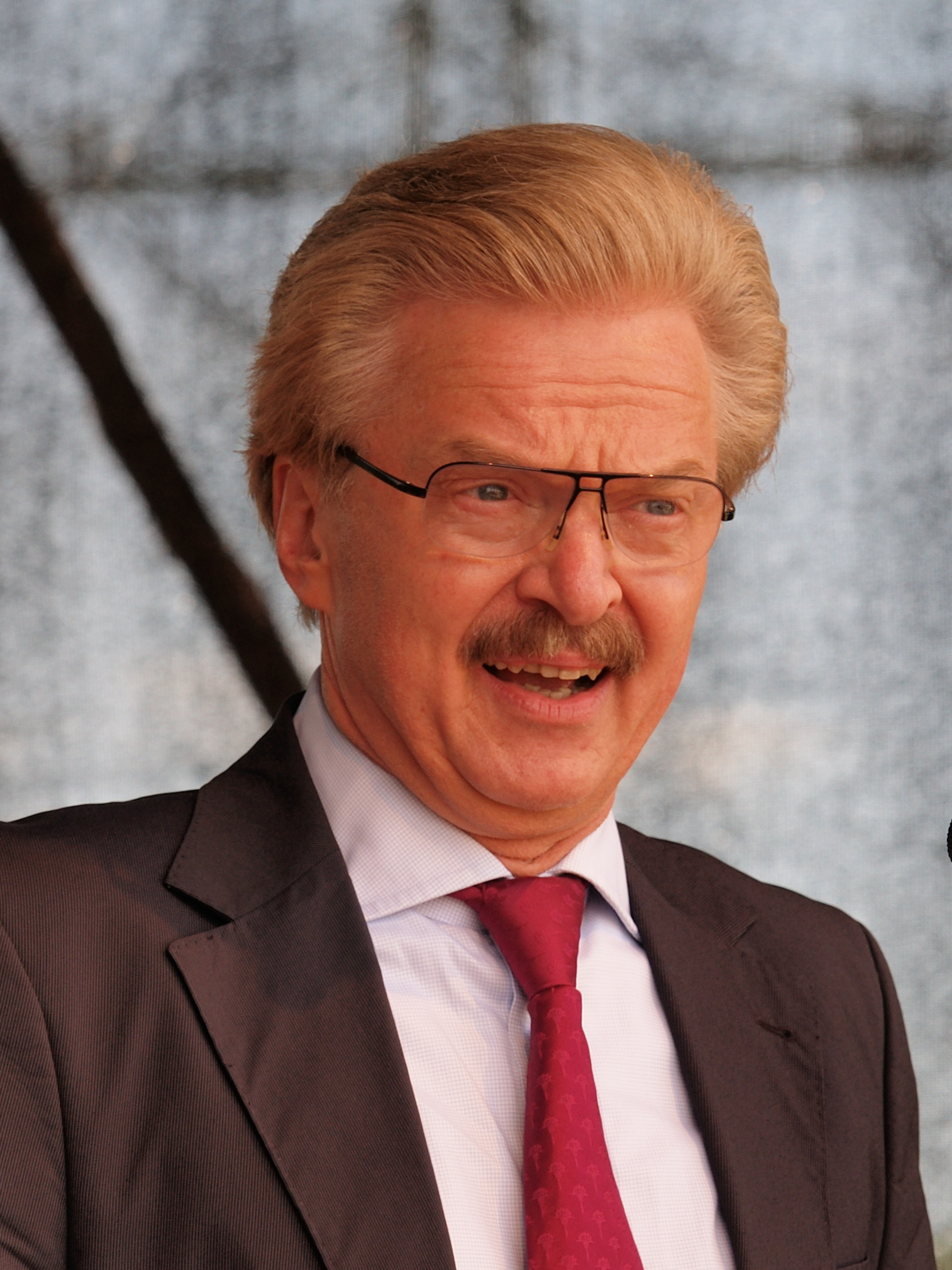
Jochen Stemplewski bei der Eröffnung der Emscherkunst 2010 in Herne

Jochen Stemplewski (* 1949 in Wuppertal) ist ein deutscher Jurist.

## Leben
Stemplewski war unter anderem Oberstadtdirektor von Hamm und von 1992 bis Januar 2016 Vorsitzender der Emschergenossenschaft.
2010 wurde er zusammen mit Bundestagspräsident Norbert Lammert mit der Auszeichnung Bürger des Ruhrgebiets geehrt. Laudatoren waren Eckhard Uhlenberg und der Pro-Ruhrgebiet-Vorsitzende Helmut an de Meulen.
Von 2012 bis 2015 war Jochen Stemplewski Landesleiter der Naturfreunde NRW.

## Auszeichnungen
- 2017: Verdienstorden des Landes Nordrhein-Westfalen[5][6]